# Hamid Dastmalchi
Hamid Dastmalchi is een Iraans-Amerikaans professioneel pokerspeler.
Dastmalchi won in 1992 het hoofdtoernooi van de WSOP, wat hem $1 miljoen opleverde. In 1995 was hij wederom dicht bij de overwinning van het Main Event, hij werd vierde. Hij heeft in totaal drie WSOP bracelets gewonnen.
In totaal heeft Dastmalchi meer dan $1.8 miljoen bij elkaar gewonnen in live toernooien.

## Resultaten

### World Series of Poker bracelets
| Jaar | Toernooi                                    | Prijs (US$) |
| ---- | ------------------------------------------- | ----------- |
| 1986 | $1,500 No Limit Hold'em                     | $165,000    |
| 1992 | $10,000 No Limit Hold'em World Championship | $1,000,000  |
| 1993 | $2,500 Pot Limit Hold'em                    | $114,000    |